# Frankatura zastępcza
Frankatura zastępcza – frankatura odbiegająca od powszechnie obowiązującej, stosuje się ją w razie braku znaczków pocztowych.
Wyróżnia się trzy formy frankatury zastępczej:
- gotówkowa – używanie pieniędzy zamiast znaczków opłaty,
- znaczków dopłaty zamiast znaczków opłaty lub odwrotnie,
- znaczków fiskalnych zamiast znaczków pocztowych.

Przypadki użycia frankatury zastępczej są bardzo sporadyczne (np. w Polsce po 1918), posiadają wartość filatelistyczną, jeżeli poczta była inicjatorem użycia zastępczego.